# Шагвари, Эндре
Эндре Шагвари (венг. Ságvári Endre, при рождении Шпитцер, Spitzer; 4 ноября 1913 года, Будапешт — 27 июля 1944 года, там же) — венгерский активист молодёжного, коммунистического и антифашистского движения. По образованию и профессии юрист.

## Биография
Эндре Шагвари родился 4 ноября 1913 года в еврейской семье, его отец был юристом, мать — учительницей, участвовавшей в еврейской женской организации. Тётя Шагвари была матерью известного учёного Эгона Орована.

### Социал-демократ и коммунист
Познакомился с марксизмом в университетские годы (по итогам которых получил степень доктора наук о государственном управлении), участвовал в левом студенческом движении, читал лекции на политические темы, был одним из лидеров Ассоциации венгерских еврейских студентов Израиля. С 1936 года — член Социал-демократической партии Венгрии, входил в руководство Всевенгерского комитета молодёжи.
В 1937 году за революционную деятельность (нападение на штаб нацистской Партии скрещённых стрел) был приговорён к 8 месяцам лишения свободы. Был освобождён раньше срока и направлен в Ходмезёвашархей на трудовые повинности, заменявшие в хортистской Венгрии военную службу для «политически неблагонадёжных» и евреев. После этого был трудоустроен социал-демократической партийной газетой «Népszava» в отдел распространения.
В конце 1940 года вступил в Венгерскую коммунистическую партию, стал секретарём Всевенгерского комитета молодёжи.

### Во главе подполья
После присоединения Венгрии к гитлеровской агрессии против СССР и коммунистическая, и социал-демократическая партии поручили Эндре Шагвари организовать молодёжь для участия в массовых организациях, и в 1941—1942 годах он выступил одним из организаторов антивоенных демонстраций и антифашистских выступлений в Будапеште.
С марта 1942 года, когда правительство провело массовые аресты коммунистов и запретило Союз молодёжи, находился на нелегальном положении. Под его руководством был создан подпольный Молодёжный комитет, а затем и легальный «Анкетный комитет» молодёжи. В октябре 1942 года тиражом 30 тыс. экземпляров была выпущена листовка «Мы переживаем решающие в жизни народов времена», текст которой составил Эндре Шагвари.
В марте 1944 года, когда Венгрия была оккупирована немцами (Операция «Маргарете»), поставившими во главе правительства нациста Салаши, Шагвари стал редактором нелегальной газеты Партии мира (легальное прикрытие компартии с 1943 года) «Мир и свобода» («Béke és szabadság»). Полиция начала за ним интенсивную охоту.

### Гибель и память

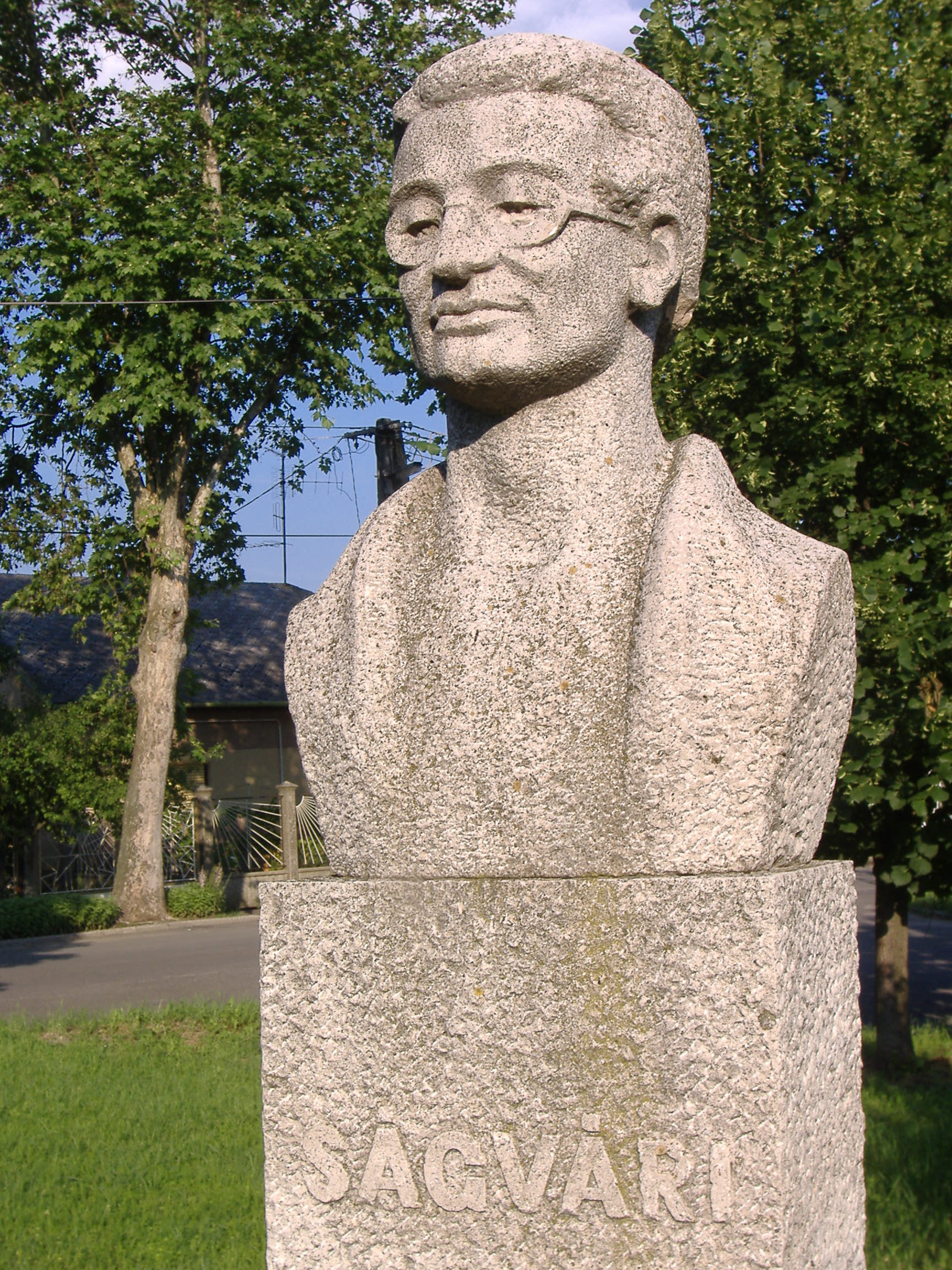
Памятник Шагвари

27 июля 1944 года убит в перестрелке с жандармами в будапештском кафе «Зуглигети». Детективы в гражданской одежде намеревались задержать его во время встречи четырёх подпольщиков в кафе, однако он успел оказать сопротивление — один из жандармов был убит наповал, двое тяжело ранены.
Во времена Венгерской народной республики Эндре Шагвари считался национальным героем антифашистского и антивоенного подполья, однако после смены режима с 1990-х годов под влиянием правых сил память о нём стала подвергаться нападкам, его бюст перенесли в Парк статуй в Будапеште, а названные в его честь улицы были переименованы. В 2006 году Верховный суд Венгрии принял решение о реабилитиции Ласло Криштофа, участвовавшего в убийстве Шагвари и казнённого по итогам публичного процесса 1959 года.

## Труды
- Óriások és törpék (Budapest, 1949)
- Az árvafalvi gyerekek (Budapest, 1953)